# Cordia strigosa
Cordia strigosa là loài thực vật có hoa trong họ Mồ hôi. Loài này được Spreng. mô tả khoa học đầu tiên năm 1822.